# 19a etapa del Tour de França de 2010
La 19a etapa del Tour de França de 2010 es disputà el dissabte 24 de juliol de 2010 sobre un recorregut de 52 km entre Bordeus i Pauillac sota el format de contrarellotge individual. La victòria fou pel suís Fabian Cancellara (Team Saxo Bank), per davant dels alemanys Tony Martin i Bert Grabsch. Cancellara d'aquesta manera aconseguia la seva segona etapa de la present edició, després de l'aconseguida al pròleg.

## Perfil de l'etapa
Etapa totalment plana entre Bordeus i Pauillac, seguint la major part dels quilòmetres l'estuari de la Gironda. S'estableixen dos punts de cronometratge als km 18 i 36,5.

## Desenvolupament de l'etapa
Bert Grabsch, campió del món de contrarellotge el 2008, va ser el primer a prendre la sortida i va fer un excel·lent temps, a més de 50 km/h. Tony Martin el superà en 1' 31", però va ser Fabian Cancellara el que s'emportà l'etapa, amb 17" sobre Martin.
La resta de favorits no s'acostaren en cap cas als temps realitzats per aquests ciclistes i sols Denís Ménxov destacà, amb una 11a posició final que li serví per acabar tercer al Tour de França en detriment de Samuel Sánchez. Ryder Hesjedal també millorà una posició, en aquest cas en detriment del Joaquim Rodríguez.
En la lluita per la victòria final hi hagué una emocionant lluita enorme entre Andy Schleck i Alberto Contador. Durant molts quilòmetres Schleck realitzà millor temps a la contrarellotge, situant-se a sols 4" de Contador, però en la segona part de l'etapa Contador demostrà ser millor especialista en contrarellotge, tot millorant el temps i traient-li finalment 31".

## Classificació de l'etapa
|    | Ciclista                  | Equip              | Temps      |
| -- | ------------------------- | ------------------ | ---------- |
| 1  | Fabian Cancellara (SUI)   | Team Saxo Bank     | 1h 00' 56" |
| 2  | Tony Martin (GER)         | Team Columbia-HTC  | + 17"      |
| 3  | Bert Grabsch (GER)        | Team Columbia-HTC  | + 1' 48"   |
| 4  | Ignatas Konovalovas (LTU) | Cervélo TestTeam   | + 2' 34"   |
| 5  | David Zabriskie (USA)     | Garmin-Transitions | + 3' 00"   |
| 6  | Koos Moerenhout (NED)     | Rabobank ProTeam   | + 3' 03"   |
| 7  | Vassil Kirienka (BLR)     | Caisse d'Epargne   | + 3' 10"   |
| 8  | Bradley Wiggins (GBR)     | Team Sky           | + 3' 21"   |
| 9  | Maarten Tjallingii (NED)  | Rabobank ProTeam   | + 3' 33"   |
| 10 | Geraint Thomas (GAL)      | Team Sky           | + 3' 38"   |

## Classificació general
|    | Ciclista                    | Equip                 | Temps       |
| -- | --------------------------- | --------------------- | ----------- |
| 1  | Alberto Contador (ESP)      | Astana Qazaqstan Team | 89h 16' 27" |
| 2  | Andy Schleck (LUX)          | Team Saxo Bank        | + 39"       |
| 3  | Denís Ménxov (RUS)          | Rabobank ProTeam      | + 2' 01"    |
| 4  | Samuel Sánchez (ESP)        | Euskaltel-Euskadi     | + 3' 40"    |
| 5  | Jurgen van den Broeck (BEL) | Omega Pharma-Lotto    | + 6' 54"    |
| 6  | Robert Gesink (NED)         | Rabobank ProTeam      | + 9' 31"    |
| 7  | Ryder Hesjedal (CAN)        | Garmin-Transitions    | + 10' 15"   |
| 8  | Joaquim Rodríguez (ESP)     | Team Katusha          | + 11' 37"   |
| 9  | Roman Kreuziger (CZE)       | Liquigas-Doimo        | + 11' 54"   |
| 10 | Christopher Horner (USA)    | Team RadioShack       | + 12' 02"   |

## Classificacions annexes
|    | Ciclista                  | Equip               | Total   |
| -- | ------------------------- | ------------------- | ------- |
| 1r | Alessandro Petacchi (ITA) | Lampre-Farnese Vini | 213 pts |
| 2n | Thor Hushovd (NOR)        | Cervélo TestTeam    | 203 pts |
| 3r | Mark Cavendish (GBR)      | Team HTC-Columbia   | 197 pts |

|    | Ciclista                | Equip                 | Total   |
| -- | ----------------------- | --------------------- | ------- |
| 1r | Anthony Charteau (FRA)  | Bbox Bouygues Telecom | 143 pts |
| 2n | Christophe Moreau (FRA) | Caisse d'Epargne      | 128 pts |
| 3r | Andy Schleck (LUX)      | Team Saxo Bank        | 116 pts |

|    | Ciclista              | Equip            | Temps       | Temps |
| -- | --------------------- | ---------------- | ----------- | ----- |
| 1r | Andy Schleck (LUX)    | Team Saxo Bank   | 89h 17' 06" |       |
| 2n | Robert Gesink (NED)   | Rabobank ProTeam | + 8' 52"    |       |
| 3r | Roman Kreuziger (CZE) | Liquigas-Doimo   | + 11' 05"   |       |

|    | Equip                  | Temps        | Temps |
| -- | ---------------------- | ------------ | ----- |
| 1r | Team RadioShack (USA)  | 267h 55' 00" |       |
| 2n | Caisse d'Epargne (ESP) | + 9' 15"     |       |
| 3r | Rabobank ProTeam (NED) | + 27' 49"    |       |

## Abandonaments
No es produí cap abandonament durant l'etapa.